# NGC 2777
NGC 2777 je galaksija u zviježđu Raku.

## Vanjske poveznice
- SEDS: NGC 2777